# Tehri
Tehri (censita come New Tehri) è una suddivisione dell'India, classificata come municipal board, di 25.425 abitanti, capoluogo del distretto di Tehri Garhwal, nello stato federato dell'Uttarakhand. In base al numero di abitanti la città rientra nella classe III (da 20.000 a 49.999 persone).

## Geografia fisica
La città è situata a 30° 22' 60 N e 78° 28' 60 E e ha un'altitudine di 932 m s.l.m..

## Società

### Evoluzione demografica
Al censimento del 2001 la popolazione di Tehri assommava a 25.425 persone, delle quali 16.493 maschi e 8.932 femmine. I bambini di età inferiore o uguale ai sei anni assommavano a 2.458, dei quali 1.291 maschi e 1.167 femmine. Infine, coloro che erano in grado di saper almeno leggere e scrivere erano 19.780, dei quali 13.423 maschi e 6.357 femmine.